# Copa del Mundo de Rugby 7 de 2009
La Copa del Mundo de Rugby 7 de 2009 en Dubai (RWC Sevens Dubai 2009) fue la quinta edición de la Copa Mundial de rugby 7, organizada por la International Rugby Board (IRB). Se jugó en Dubái, país seleccionado entre varios candidatos. El torneo tuvo un formato de dos etapas: una primera etapa clasificatoria por grupos y una segunda etapa de eliminación directa (play off), en tres instancias (cuartos de final, semifinal y final). A su vez, la etapa de eliminación directa se organizó con tres competencias, los mejores disputan la Copa Melrose o Copa de Oro (Cup), los equipos de clasificación intermedia la Copa de Plata (Plate), y los equipos de peor clasificación la Copa de Bronce (Bowl).
El torneo se realizó tanto para la categoría masculina como femenina. Esta última fue incluida por primera vez en una copa mundial de rugby.
En el torneo masculino fue campeón Gales y subcampeón Argentina. En el torneo femenino fue campeón Australia y subcampeón Nueva Zelanda.

## Candidaturas para sede
Un récord de siete países expresaron su intención de ser candidatos para hospedar el torneo, pero solo cinco presentaron oficialmente la solicitud luego de que Kenia y Sudáfrica se retiraran del proceso de selección. Finalmente Dubái (uno de los siete Emiratos Árabes Unidos), Australia, Holanda, Rusia y Estados Unidos fueron los cinco candidatos. El proceso de votación se realizó en dos rondas. En la primera no surgió una mayoría clara, y debido a ello, los dos más votados, Dubái y Australia, progresaron a la segunda ronda, donde resultó elegido el primero. Los fundamentos tenidos en cuenta para la elección fueron la construcción de un nuevo estadio, el éxito del Seven de Dubái, y el Campeonato Mundial para Menores de 19 años que ganó ese país. La participación de Dubái en la IRB se realiza a través de la Unión de Rugby de los Golfo Pérsico, integrada por Baréin, Kuwait, Omán, Catar, Arabia Saudita y los Emiratos Árabes Unidos. Es la primera vez que un torneo mayor de rugby se juega en el Medio Oriente.

## Preclasificación europea
Los equipos europeos resultaron selecciondos en el Campeonato Europeo de Seven realizado en Hannover, Alemania entre el 12 y el 13 de julio de 2008. El siguiente fue el orden de finalización, en el que clasificaron los 5 primeros:
| 1. Portugal 2. Gales 3. Georgia 4. Irlanda 5. Italia 6. España 7. Alemania 8. Ucrania 9. Rusia 10. Rumania 11. Polonia 12. Bélgica |

## Masculino

### Equipos
24 equipos participaron en el torneo:
| - Golfo Pérsico (anfitrión) - Nueva Zelanda - Inglaterra - Sudáfrica - Australia - Francia | - Fiyi - Escocia - Argentina - Uruguay - Portugal - Gales | - Georgia - Italia - Irlanda - Samoa - Tonga - Kenia | - Zimbabue - Túnez - Japón - Hong Kong - Estados Unidos - Canadá |

### Etapa clasificatoria

#### Grupo A
| Equipo        | Pj | G | E | P | PF  | PC | +/-  | Pts |
| ------------- | -- | - | - | - | --- | -- | ---- | --- |
| Nueva Zelanda | 3  | 3 | 0 | 0 | 107 | 12 | + 95 | 9   |
| Tonga         | 3  | 2 | 0 | 1 | 57  | 34 | + 23 | 7   |
| Italia        | 3  | 1 | 0 | 2 | 29  | 90 | - 61 | 5   |
| Golfo Pérsico | 3  | 0 | 0 | 3 | 22  | 79 | - 57 | 3   |

#### Grupo B
| Equipo         | Pj | G | E | P | PF | PC | +/-  | Pts |
| -------------- | -- | - | - | - | -- | -- | ---- | --- |
| Fiyi           | 3  | 3 | 0 | 0 | 90 | 27 | + 63 | 9   |
| Francia        | 3  | 2 | 0 | 1 | 64 | 55 | + 9  | 7   |
| Estados Unidos | 3  | 1 | 0 | 2 | 62 | 57 | + 5  | 5   |
| Georgia        | 3  | 0 | 0 | 3 | 15 | 92 | - 77 | 3   |

#### Grupo C
| Equipo    | Pj | G | E | P | PF | PC | +/-  | Pts |
| --------- | -- | - | - | - | -- | -- | ---- | --- |
| Sudáfrica | 3  | 3 | 0 | 0 | 60 | 26 | + 34 | 9   |
| Canadá    | 3  | 2 | 0 | 1 | 62 | 41 | + 21 | 7   |
| Escocia   | 3  | 1 | 0 | 2 | 59 | 62 | - 3  | 5   |
| Japón     | 3  | 0 | 0 | 3 | 27 | 79 | - 52 | 3   |

#### Grupo D
| Equipo    | Pj | G | E | P | PF | PC | +/-  | Pts |
| --------- | -- | - | - | - | -- | -- | ---- | --- |
| Samoa     | 3  | 3 | 0 | 0 | 74 | 12 | + 62 | 9   |
| Australia | 3  | 1 | 0 | 2 | 45 | 55 | - 10 | 5   |
| Portugal  | 3  | 1 | 0 | 2 | 36 | 49 | - 13 | 5   |
| Irlanda   | 3  | 1 | 0 | 2 | 34 | 73 | - 39 | 5   |

#### Grupo E
| Equipo     | Pj | G | E | P | PF | PC  | +/-  | Pts |
| ---------- | -- | - | - | - | -- | --- | ---- | --- |
| Inglaterra | 3  | 3 | 0 | 0 | 94 | 36  | + 58 | 9   |
| Kenia      | 3  | 2 | 0 | 1 | 79 | 40  | + 39 | 7   |
| Túnez      | 3  | 1 | 0 | 2 | 48 | 69  | - 21 | 5   |
| Hong Kong  | 3  | 0 | 0 | 3 | 26 | 102 | - 76 | 3   |

#### Grupo F
| Equipo    | Pj | G | E | P | PF | PC | +/-  | Pts |
| --------- | -- | - | - | - | -- | -- | ---- | --- |
| Argentina | 3  | 3 | 0 | 0 | 73 | 12 | + 61 | 9   |
| Gales     | 3  | 2 | 0 | 1 | 58 | 19 | + 39 | 7   |
| Zimbabue  | 3  | 1 | 0 | 2 | 38 | 95 | - 57 | 5   |
| Uruguay   | 3  | 0 | 0 | 3 | 31 | 74 | - 43 | 3   |

### Etapa eliminatoria

#### Copa de bronce (bowl)
|  | Cuartos de final | Cuartos de final |           |          | Semifinales | Semifinales |  |          | Final | Final |  |
|  |                  |                  |           |          |             |             |  |          |       |       |  |
|  |                  |                  |           |          |             |             |  |          |       |       |  |
|  | Zimbabue         | 28               |           |          |             |             |  |          |       |       |  |
|  | Zimbabue         | 28               |           |          |             |             |  |          |       |       |  |
|  | Georgia          | 10               |           |          |             |             |  |          |       |       |  |
|  | Georgia          | 10               |           | Zimbabue | 24          |             |  |          |       |       |  |
|  |                  |                  |           | Zimbabue | 24          |             |  |          |       |       |  |
|  |                  |                  | Uruguay   | 7        |             |             |  |          |       |       |  |
|  | Japón            | 12               | Uruguay   | 7        |             |             |  |          |       |       |  |
|  | Japón            | 12               |           |          |             |             |  |          |       |       |  |
|  | Uruguay          | 19               |           |          |             |             |  |          |       |       |  |
|  | Uruguay          | 19               |           |          |             |             |  | Zimbabue | 17    |       |  |
|  |                  |                  |           |          |             |             |  | Zimbabue | 17    |       |  |
|  |                  |                  | Irlanda   | 14       |             |             |  |          |       |       |  |
|  | Irlanda          | 24               | Irlanda   | 14       |             |             |  |          |       |       |  |
|  | Irlanda          | 24               |           |          |             |             |  |          |       |       |  |
|  | Golfo Pérsico    | 5                |           |          |             |             |  |          |       |       |  |
|  | Golfo Pérsico    | 5                |           | Irlanda  | 22          |             |  |          |       |       |  |
|  |                  |                  |           | Irlanda  | 22          |             |  |          |       |       |  |
|  |                  |                  | Hong Kong | 15       |             |             |  |          |       |       |  |
|  | Hong Kong        | 14               | Hong Kong | 15       |             |             |  |          |       |       |  |
|  | Hong Kong        | 14               |           |          |             |             |  |          |       |       |  |
|  | Italia           | 7                |           |          |             |             |  |          |       |       |  |
|  | Italia           | 7                |           |          |             |             |  |          |       |       |  |
|  |                  |                  |           |          |             |             |  |          |       |       |  |

#### Copa de plata (plate)
|  | Cuartos de final | Cuartos de final |           |         | Semifinales | Semifinales |  |           | Final | Final |  |
|  |                  |                  |           |         |             |             |  |           |       |       |  |
|  |                  |                  |           |         |             |             |  |           |       |       |  |
|  | Tonga            | 24               |           |         |             |             |  |           |       |       |  |
|  | Tonga            | 24               |           |         |             |             |  |           |       |       |  |
|  | Túnez            | 7                |           |         |             |             |  |           |       |       |  |
|  | Túnez            | 7                |           | Tonga   | 19          |             |  |           |       |       |  |
|  |                  |                  |           | Tonga   | 19          |             |  |           |       |       |  |
|  |                  |                  | Australia | 22      |             |             |  |           |       |       |  |
|  | Estados Unidos   | 14               | Australia | 22      |             |             |  |           |       |       |  |
|  | Estados Unidos   | 14               |           |         |             |             |  |           |       |       |  |
|  | Australia        | 24               |           |         |             |             |  |           |       |       |  |
|  | Australia        | 24               |           |         |             |             |  | Australia | 17    |       |  |
|  |                  |                  |           |         |             |             |  | Australia | 17    |       |  |
|  |                  |                  | Escocia   | 24      |             |             |  |           |       |       |  |
|  | Francia          | 19               | Escocia   | 24      |             |             |  |           |       |       |  |
|  | Francia          | 19               |           |         |             |             |  |           |       |       |  |
|  | Escocia          | 21               |           |         |             |             |  |           |       |       |  |
|  | Escocia          | 21               |           | Escocia | 29          |             |  |           |       |       |  |
|  |                  |                  |           | Escocia | 29          |             |  |           |       |       |  |
|  |                  |                  | Portugal  | 7       |             |             |  |           |       |       |  |
|  | Portugal         | 12               | Portugal  | 7       |             |             |  |           |       |       |  |
|  | Portugal         | 12               |           |         |             |             |  |           |       |       |  |
|  | Canadá           | 5                |           |         |             |             |  |           |       |       |  |
|  | Canadá           | 5                |           |         |             |             |  |           |       |       |  |
|  |                  |                  |           |         |             |             |  |           |       |       |  |

#### Copa Melrose (cup)
|  | Cuartos de final | Cuartos de final |           |           | Semifinales | Semifinales |  |       | Final | Final |  |
|  |                  |                  |           |           |             |             |  |       |       |       |  |
|  |                  |                  |           |           |             |             |  |       |       |       |  |
|  | Nueva Zelanda    | 14               |           |           |             |             |  |       |       |       |  |
|  | Nueva Zelanda    | 14               |           |           |             |             |  |       |       |       |  |
|  | Gales            | 15               |           |           |             |             |  |       |       |       |  |
|  | Gales            | 15               |           | Gales     | 19          |             |  |       |       |       |  |
|  |                  |                  |           | Gales     | 19          |             |  |       |       |       |  |
|  |                  |                  | Samoa     | 12        |             |             |  |       |       |       |  |
|  | Inglaterra       | 26               | Samoa     | 12        |             |             |  |       |       |       |  |
|  | Inglaterra       | 26               |           |           |             |             |  |       |       |       |  |
|  | Samoa            | 31               |           |           |             |             |  |       |       |       |  |
|  | Samoa            | 31               |           |           |             |             |  | Gales | 19    |       |  |
|  |                  |                  |           |           |             |             |  | Gales | 19    |       |  |
|  |                  |                  | Argentina | 12        |             |             |  |       |       |       |  |
|  | Sudáfrica        | 12               | Argentina | 12        |             |             |  |       |       |       |  |
|  | Sudáfrica        | 12               |           |           |             |             |  |       |       |       |  |
|  | Argentina        | 14               |           |           |             |             |  |       |       |       |  |
|  | Argentina        | 14               |           | Argentina | 12          |             |  |       |       |       |  |
|  |                  |                  |           | Argentina | 12          |             |  |       |       |       |  |
|  |                  |                  | Kenia     | 0         |             |             |  |       |       |       |  |
|  | Fiyi             | 7                | Kenia     | 0         |             |             |  |       |       |       |  |
|  | Fiyi             | 7                |           |           |             |             |  |       |       |       |  |
|  | Kenia            | 26               |           |           |             |             |  |       |       |       |  |
|  | Kenia            | 26               |           |           |             |             |  |       |       |       |  |
|  |                  |                  |           |           |             |             |  |       |       |       |  |

## Femenino

### Equipos
16 equipos participaron en el torneo femenino.
| - Brasil - Inglaterra - Países Bajos - Rusia | - Francia - España - Italia - Australia | - Nueva Zelanda - Sudáfrica - Uganda - Japón | - Tailandia - China - Canadá - Estados Unidos |

### Etapa clasificatoria

#### Grupo A
| Equipo       | Pj | G | E | P | PF | PC | +/-  | Pts |
| ------------ | -- | - | - | - | -- | -- | ---- | --- |
| Francia      | 3  | 2 | 0 | 1 | 47 | 32 | + 15 | 7   |
| Australia    | 3  | 2 | 0 | 1 | 96 | 26 | + 70 | 7   |
| China        | 3  | 1 | 0 | 2 | 48 | 81 | - 33 | 5   |
| Países Bajos | 3  | 1 | 0 | 2 | 29 | 81 | - 52 | 5   |

#### Grupo B
| Equipo         | Pj | G | E | P | PF | PC  | +/-   | Pts |
| -------------- | -- | - | - | - | -- | --- | ----- | --- |
| Inglaterra     | 3  | 3 | 0 | 0 | 93 | 0   | + 93  | 9   |
| Estados Unidos | 3  | 2 | 0 | 1 | 50 | 17  | + 33  | 7   |
| Rusia          | 3  | 1 | 0 | 2 | 31 | 51  | - 20  | 5   |
| Japón          | 3  | 0 | 0 | 3 | 10 | 116 | - 106 | 3   |

#### Grupo C
| Equipo    | Pj | G | E | P | PF | PC | +/-  | Pts |
| --------- | -- | - | - | - | -- | -- | ---- | --- |
| España    | 3  | 3 | 0 | 0 | 50 | 12 | + 38 | 9   |
| Canadá    | 3  | 2 | 0 | 1 | 90 | 19 | + 71 | 7   |
| Brasil    | 3  | 1 | 0 | 2 | 12 | 67 | - 55 | 5   |
| Tailandia | 3  | 0 | 0 | 3 | 29 | 83 | - 54 | 3   |

#### Grupo D
| Equipo        | Pj | G | E | P | PF  | PC | +/-   | Pts |
| ------------- | -- | - | - | - | --- | -- | ----- | --- |
| Nueva Zelanda | 3  | 3 | 0 | 0 | 120 | 0  | + 120 | 9   |
| Sudáfrica     | 3  | 2 | 0 | 1 | 43  | 30 | + 13  | 7   |
| Italia        | 3  | 1 | 0 | 2 | 17  | 69 | - 52  | 5   |
| Uganda        | 3  | 0 | 0 | 3 | 7   | 88 | - 81  | 3   |

### Etapa eliminatoria

#### Copa de bronce (bowl)
|  | Cuartos de final | Cuartos de final |        |        | Semifinales | Semifinales |  |       | Final | Final |  |
|  |                  |                  |        |        |             |             |  |       |       |       |  |
|  |                  |                  |        |        |             |             |  |       |       |       |  |
|  | China            | 21               |        |        |             |             |  |       |       |       |  |
|  | China            | 21               |        |        |             |             |  |       |       |       |  |
|  | Japón            | 5                |        |        |             |             |  |       |       |       |  |
|  | Japón            | 5                |        | China  | 28          |             |  |       |       |       |  |
|  |                  |                  |        | China  | 28          |             |  |       |       |       |  |
|  |                  |                  | Italia | 0      |             |             |  |       |       |       |  |
|  | Italia           | 17               | Italia | 0      |             |             |  |       |       |       |  |
|  | Italia           | 17               |        |        |             |             |  |       |       |       |  |
|  | Tailandia        | 0                |        |        |             |             |  |       |       |       |  |
|  | Tailandia        | 0                |        |        |             |             |  | China | 10    |       |  |
|  |                  |                  |        |        |             |             |  | China | 10    |       |  |
|  |                  |                  | Brasil | 7      |             |             |  |       |       |       |  |
|  | Brasil           | 12               | Brasil | 7      |             |             |  |       |       |       |  |
|  | Brasil           | 12               |        |        |             |             |  |       |       |       |  |
|  | Uganda           | 7                |        |        |             |             |  |       |       |       |  |
|  | Uganda           | 7                |        | Brasil | 17          |             |  |       |       |       |  |
|  |                  |                  |        | Brasil | 17          |             |  |       |       |       |  |
|  |                  |                  | Rusia  | 12     |             |             |  |       |       |       |  |
|  | Rusia            | 12               | Rusia  | 12     |             |             |  |       |       |       |  |
|  | Rusia            | 12               |        |        |             |             |  |       |       |       |  |
|  | Países Bajos     | 5                |        |        |             |             |  |       |       |       |  |
|  | Países Bajos     | 5                |        |        |             |             |  |       |       |       |  |
|  |                  |                  |        |        |             |             |  |       |       |       |  |

#### Copa de plata (plate)
Los cuartos de final fueron compartidos por la Copa Melrose y la Copa de Plata. Los cuatro perdedores pasaron a jugar las semifinales de la Copa de Plata y los cuatro ganadores las semifinales de la Copa Melrose.
|  | Cuartos de final | Cuartos de final |            |         | Semifinales | Semifinales |  |        | Final | Final |  |
|  |                  |                  |            |         |             |             |  |        |       |       |  |
|  |                  |                  |            |         |             |             |  |        |       |       |  |
|  | Francia          | 0                |            |         |             |             |  |        |       |       |  |
|  | Francia          | 0                |            |         |             |             |  |        |       |       |  |
|  | Estados Unidos   | 19               |            |         |             |             |  |        |       |       |  |
|  | Estados Unidos   | 19               |            | Francia | 12          |             |  |        |       |       |  |
|  |                  |                  |            | Francia | 12          |             |  |        |       |       |  |
|  |                  |                  | Canadá     | 19      |             |             |  |        |       |       |  |
|  | Nueva Zelanda    | 33               | Canadá     | 19      |             |             |  |        |       |       |  |
|  | Nueva Zelanda    | 33               |            |         |             |             |  |        |       |       |  |
|  | Canadá           | 12               |            |         |             |             |  |        |       |       |  |
|  | Canadá           | 12               |            |         |             |             |  | Canadá | 0     |       |  |
|  |                  |                  |            |         |             |             |  | Canadá | 0     |       |  |
|  |                  |                  | Inglaterra | 12      |             |             |  |        |       |       |  |
|  | España           | 7                | Inglaterra | 12      |             |             |  |        |       |       |  |
|  | España           | 7                |            |         |             |             |  |        |       |       |  |
|  | Sudáfrica        | 15               |            |         |             |             |  |        |       |       |  |
|  | Sudáfrica        | 15               |            | España  | 7           |             |  |        |       |       |  |
|  |                  |                  |            | España  | 7           |             |  |        |       |       |  |
|  |                  |                  | Inglaterra | 12      |             |             |  |        |       |       |  |
|  | Inglaterra       | 10               | Inglaterra | 12      |             |             |  |        |       |       |  |
|  | Inglaterra       | 10               |            |         |             |             |  |        |       |       |  |
|  | Australia        | 17               |            |         |             |             |  |        |       |       |  |
|  | Australia        | 17               |            |         |             |             |  |        |       |       |  |
|  |                  |                  |            |         |             |             |  |        |       |       |  |

#### Copa de oro Melrose (cup)
Los cuartos de final fueron compartidos por la Copa Melrose y la Copa de Plata. Los cuatro perdedores pasaron a jugar las semifinales de la Copa de Plata y los cuatro ganadores las semifinales de la Copa Melrose.
|  | Cuartos de final | Cuartos de final |               |                | Semifinales | Semifinales |  |               | Final | Final |  |
|  |                  |                  |               |                |             |             |  |               |       |       |  |
|  |                  |                  |               |                |             |             |  |               |       |       |  |
|  | Francia          | 0                |               |                |             |             |  |               |       |       |  |
|  | Francia          | 0                |               |                |             |             |  |               |       |       |  |
|  | Estados Unidos   | 19               |               |                |             |             |  |               |       |       |  |
|  | Estados Unidos   | 19               |               | Estados Unidos | 12          |             |  |               |       |       |  |
|  |                  |                  |               | Estados Unidos | 12          |             |  |               |       |       |  |
|  |                  |                  | Nueva Zelanda | 14             |             |             |  |               |       |       |  |
|  | Nueva Zelanda    | 33               | Nueva Zelanda | 14             |             |             |  |               |       |       |  |
|  | Nueva Zelanda    | 33               |               |                |             |             |  |               |       |       |  |
|  | Canadá           | 12               |               |                |             |             |  |               |       |       |  |
|  | Canadá           | 12               |               |                |             |             |  | Nueva Zelanda | 10    |       |  |
|  |                  |                  |               |                |             |             |  | Nueva Zelanda | 10    |       |  |
|  |                  |                  | Australia     | 15             |             |             |  |               |       |       |  |
|  | España           | 7                | Australia     | 15             |             |             |  |               |       |       |  |
|  | España           | 7                |               |                |             |             |  |               |       |       |  |
|  | Sudáfrica        | 15               |               |                |             |             |  |               |       |       |  |
|  | Sudáfrica        | 15               |               | Sudáfrica      | 10          |             |  |               |       |       |  |
|  |                  |                  |               | Sudáfrica      | 10          |             |  |               |       |       |  |
|  |                  |                  | Australia     | 17             |             |             |  |               |       |       |  |
|  | Inglaterra       | 10               | Australia     | 17             |             |             |  |               |       |       |  |
|  | Inglaterra       | 10               |               |                |             |             |  |               |       |       |  |
|  | Australia        | 17               |               |                |             |             |  |               |       |       |  |
|  | Australia        | 17               |               |                |             |             |  |               |       |       |  |
|  |                  |                  |               |                |             |             |  |               |       |       |  |